# Bloomingdale’s
Bloomingdale’s — американская сеть универмагов, основанная Джозефом и Лайманом Блумингдейлами в 1872 году. По состоянию на 1 февраля 2025 года в США функционировало 59 магазинов, ещё 2 работало в Дубае и Кувейте по лицензии.
Штаб-квартира и флагманский магазин расположены на 59-й улице и Лексингтон-авеню на Манхэттене.

## История
В 1861 году Бенджамин Блумингдейл открыл в Верхнем Ист-Сайде магазин по продаже кринолиновых юбок. К 1872 году популярность таких юбок начала падать, и его сыновья Джозеф и Лайман Блумингдейлы открыли новый магазин, Bloomingdale’s East Side Bazaar, где продавали мужскую и женскую одежду и галантерею. Этот магазин также был в Верхнем Ист-Сайде, на то время скромном рабочем пригороде Нью-Йорка. В следующие годы началось интенсивное развитие этого района, к началу XX века он стал одним из самых дорогих и престижных в городе. Вместе с ним развивалось и предприятие Блумингдейлов. В 1886 году был открыт большой универмаг на 59-й улице, в котором преимущественно продавались товары, импортированные из Европы. К 1905 году оборот универмага достиг 5 млн долларов. В этот период компания Блумингдейлов стала крупнейшим а США дистрибьютором механических пианино, на пике популярности эта деятельность приносила по 2,5 млн долларов в год. В 1913 году прямо под универмагом на 59-й улице была открыта станция метрополитена. В 1929 году оборот Bloomingdale’s составил 25 млн долларов.
В 1930 году компания вошла в состав холдинга Federated Department Stores («Федеративные универмаги»), который был создан в 1929 году и базировался в Колумбусе (Огайо), в 1945 году штаб-квартира была перенесена в Цинциннати. В 1931 году универмаг Bloomingdale’s, который к тому времени уже занимал целый квартал, был перестроен в стиле ар-деко. В 1947 году специально для Bloomingdale’s была разработана коллекция одежды известными в то время модельерами (Клэр Маккарделл, Адель Симпсон, Полин Трижер). В 1949 году в Куинсе был открыт новый универмаг, в первый день его посетило 25 тыс. человек. В 1969 году было открыто ещё 2 филиала — в Нассо (штат Нью-Йорк) и Дженкинтауне (штат Пенсильвания). Также была создана сеть магазинов товаров домашнего обихода на Восточном побережье США.
К столетнему юбилею Bloomingdale’s оборот флагманского универмага достиг 100 млн долларов. Согласно исследованию, проведённому в то время, более 60 % его покупателей жили и работали в дорогих аппартаментах и офисных башнях, расположенных рядом с универмагом. В это время Bloomingdale’s продавал одежду как начинающих дизайнеров, таких как Ральф Лорен, Перри Эллис и Норма Камали, так и известных кутюрье. В 1970-х годах универмаг стал популярным местом среди туристов, выпускались различные сувениры под брендом Bloomie’s. В 1978 году была начата торговля по каталогам. К 1981 году было открыто 12 новых магазинов на Восточном побережье, во Флориде и Калифорнии. Продажи к 1982 году выросли до 647 млн долларов.
В 1986 году холдинг Federated Department Stores, включая Bloomingdale’s, был куплен канадским предпринимателем Робертом Кампо. Он планировал существенно расширить сеть Bloomingdale’s в США и Канаде, однако начал с сокращений менеджмента. Это усугубило существовавшие и до этого проблемы с качеством обслуживания и запасами товаров. В январе 1990 года Federated подал заявление о банкротстве, реорганизация была завершена только а 1992 году. В августе 1992 года был открыт 15-й магазин Bloomingdale’s, он разместился в торговом центре Mall of America в Блумингтоне (штат Миннесота). В начале 1990-х годов годовая выручка Bloomingdale’s составляла около 1,2 млрд долларов.
В 1994 году холдинг Federated поглотил сеть универмагов Macy's; в 2007 году холдинг сменил название на Macy’s, Inc. В феврале 2008 года материнская компания Macy’s Inc. объявила о планах выйти на рынок Финикса, открыв в 2009 году магазин площадью свыше 16 700 м². Штат Аризона стал тринадцатым по счету, где был открыт магазин Bloomingdale’s, причем этот магазин стал десятым в западной части США и 41-м во всей сети.
В 2010 году в Дубае в партнёрстве с Al Tayer Group был открыт первый магазин Bloomingdale’s за пределами США. В ноябре 2011 года Bloomingdale’s объявила об открытии нового магазина площадью 11 000 м² в галерее Glendale Galleria в конце 2013 года, в рамках плана реконструкции торгового центра. В январе 2013 года Bloomingdale’s объявила о закрытии магазина в Лас-Вегасе. В ночбре 2015 года Bloomingdale’s открыла свой первый магазин на Гавайях.
В конце 2019 года Bloomingdale’s вместе с Macy’s объявили, что с конца 2020 года меха больше не будут продаваться ни в одном из магазинов. В феврале 2020 года стало известно о закрытии магазина Bloomingdale в торговом центре The Falls в Майами (штат Флорида), который был одним из старейших универмагов Bloomingdale’s.
В марте 2020 года компания Macy’s, Inc. объявила, что временно закроет все магазины Bloomingdale и Macy’s до 31 марта в связи с распространением COVID-19.

## Галерея

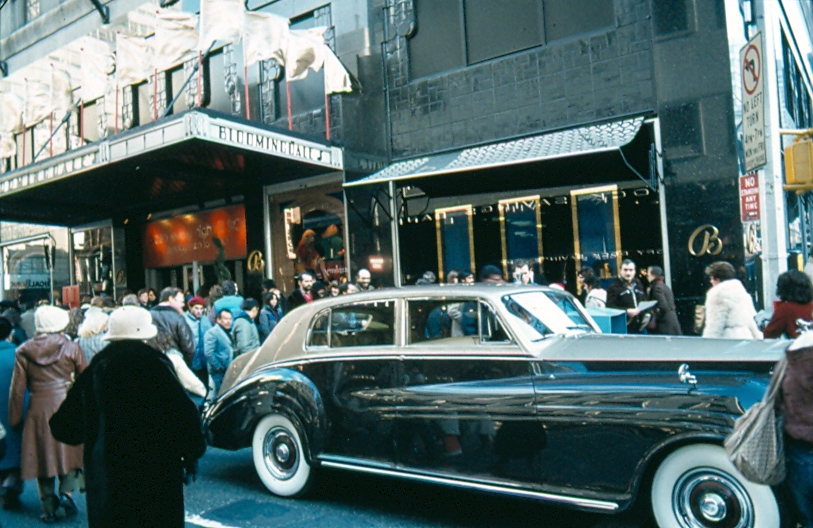
Флагманский магазин
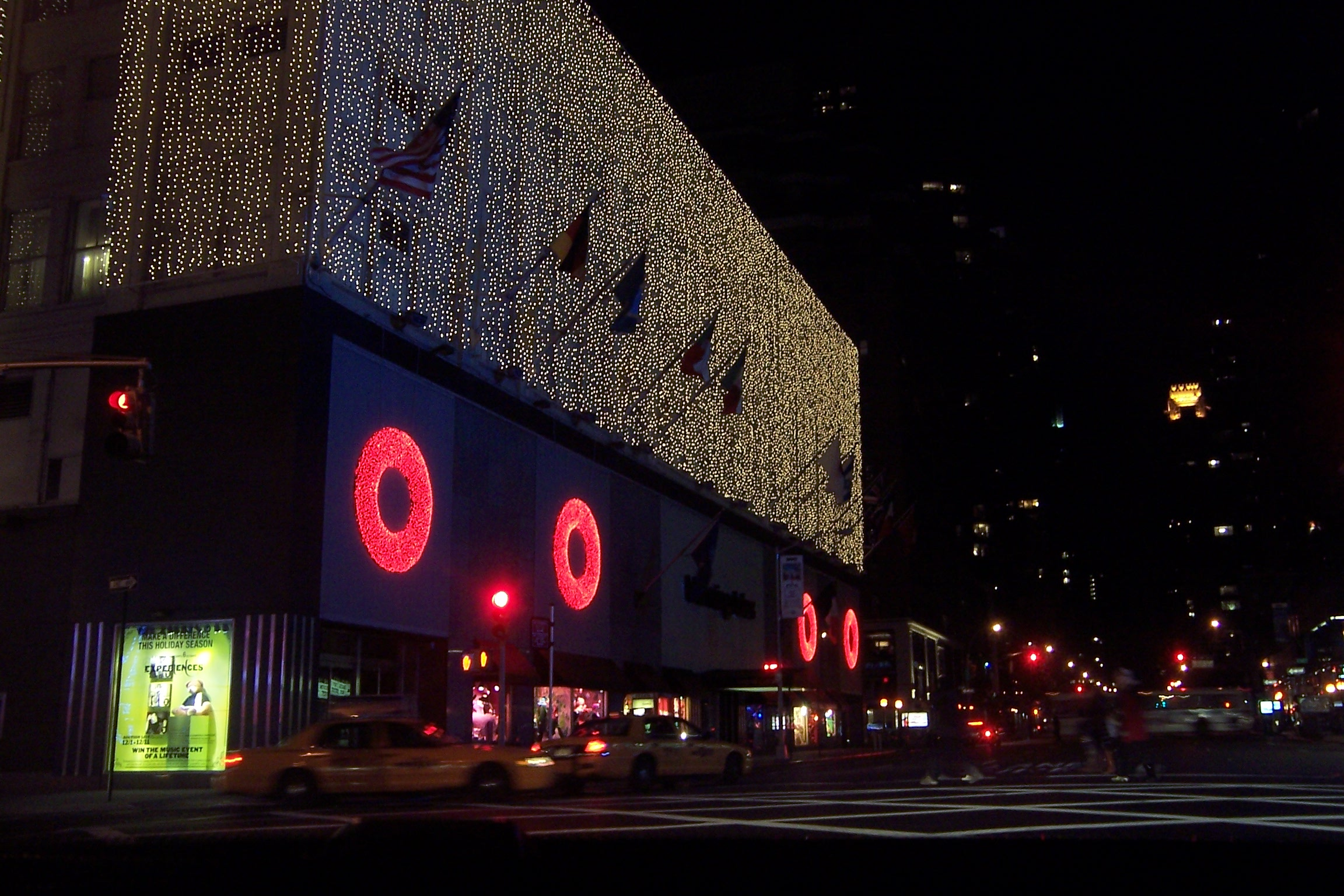
Флагманский магазин во время рождественского сезона
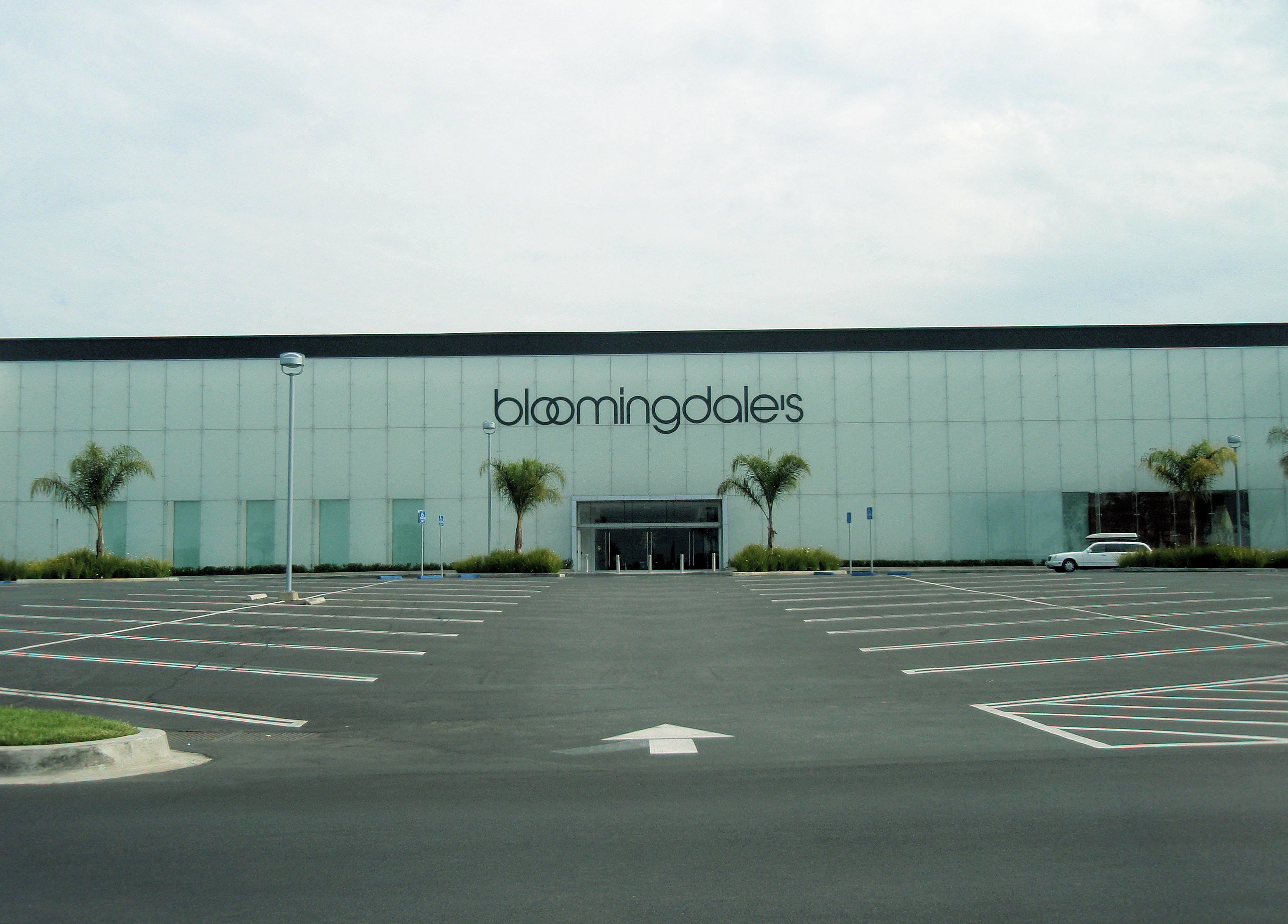
Внешний вид Bloomingdale'S South Coast Plaza
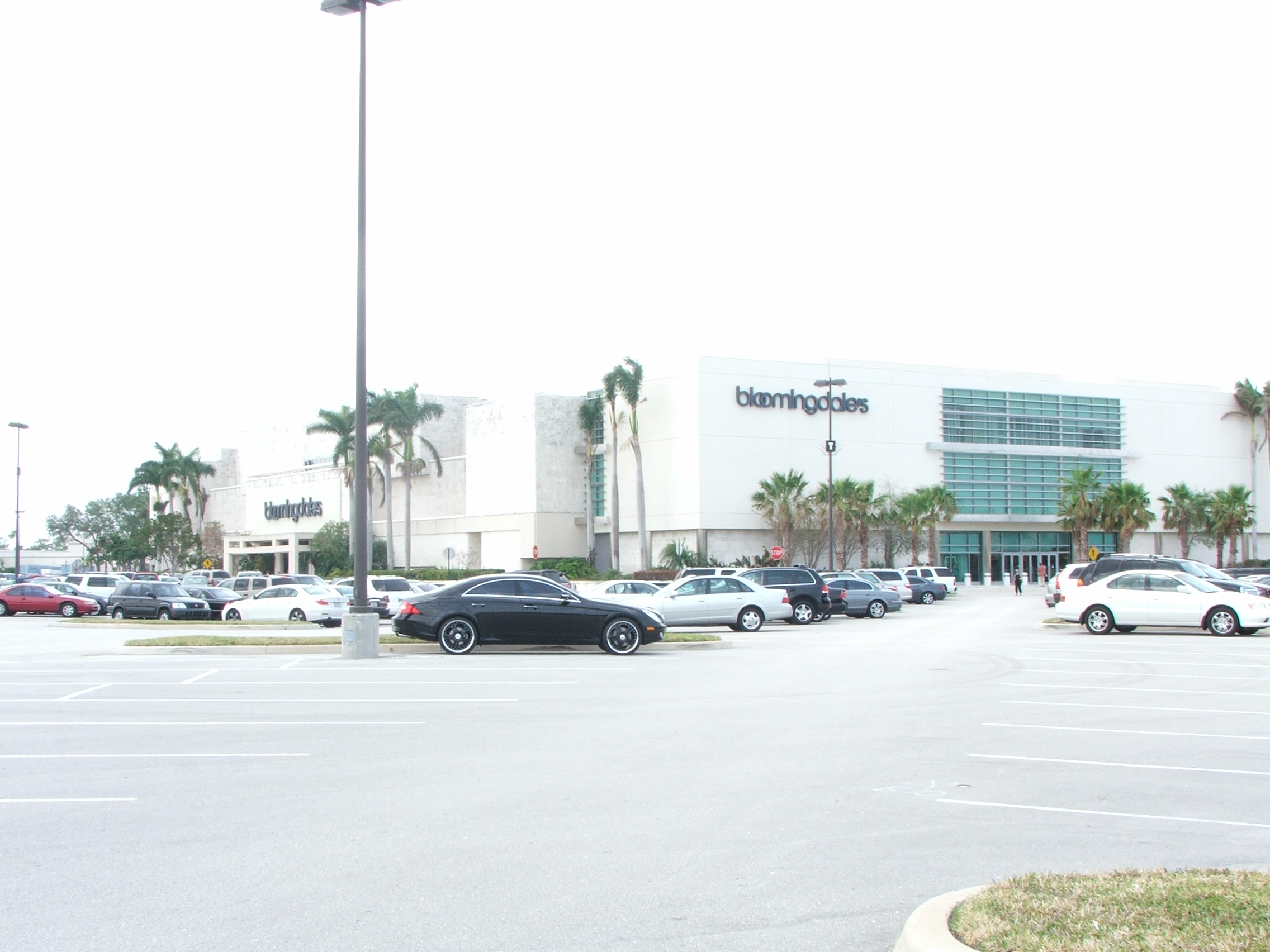
Внешний вид магазина в Бока-Ратон